# Morvi (ville)
Pour les articles homonymes, voir Morvi (homonymie).
Morvi ou Morbi est une ville de l'État du Gujarat, dans l'ouest de l'Inde et le chef-lieu administratif du district de Morvi.

## Géographie
La ville est à 200 km à l'est d'Ahmedabad et à 50 km du golfe de Kutch, sur la rivière Machchhu.

## Histoire
La ville a connu deux tragédies humaines importantes :
- La rupture d'un barrage, qui a fait entre 2 000 et 15 000 morts le 11 août 1979[1].
- L'effondrement d'un pont suspendu le 30 octobre 2022, qui a fait au moins 137 victimes[2],[3].